# けやき (青森市)
けやきは青森県青森市の地名。郵便番号030-0918。けやき一丁目、けやき二丁目が置かれている。

## 地理
けやきは青森市の東部、青い森鉄道線小柳駅の北西に位置し、南部に小柳第三団地がある。北は八重田、東から南にかけて矢田前・桑原・大字小柳、西は小柳・はまなすに接する。
　北側の境界は国道4号（青森東バイパス）であり、この道路が通る東跨線橋の高い土手がある。この土手を通り抜ける道路は、土手のやや東よりと線路沿いの2ヶ所ある。北西の境界は、青森市道である都市計画道路3・4・3号蜆貝八重田線であり、沿道には、サンワドー青森東バイパス店、ほっかほっか亭八重田店をはじめとして、いくつかの商店・飲食店が点在する。この道路の裏側には、閑静な住宅地が広がる。町内会は「けやき町会」である。この地区の南部に市営住宅がある。南の境界は青い森鉄道線、南西の境界は赤川である。地内の赤川の堤防の上には歩道がない。南西端にある赤川にかかる橋を越えた先は、小柳駅待合室（大字小柳字桂）に通じる。一丁目と二丁目の境をなしている道路の先には、桑原字稲葉地内の踏切があり、青い森鉄道線を越える。その先は、青森県道44号青森環状野内線に通じる。
なお、地区を南北に縦断するように道が走っているがこれは水路を暗渠化したものである。

## 歴史
2003年(平成15年）の青森市小柳・八重田地区の住居表示でこの地名となった。地名の由来は、この地域にある一戸建て住宅の団地「けやき団地」による。この地区は、昭和50年代終わりころから分譲が進んだ。
- けやき1丁目 -  もとは八重田字露草、桑原字稲葉の各一部。
- けやき2丁目 -  もとは八重田字鶴見、桑原字稲葉、小柳字朽葉の各一部。

## おもな建造物
- 小柳第三団地（市営住宅） - 1982年（昭和57年）建設。地上11階建ての住宅が4棟ある。